# Nei Lopes
Nei Braz Lopes (Rio de Janeiro, 9 de maio de 1942), ou simplesmente Nei Lopes, é um compositor, cantor, escritor e estudioso das culturas africanas, no continente de origem e na diáspora africana.
Nei nasceu no bairro de Irajá, no subúrbio do Rio de Janeiro, filho de Eurídice e Luiz Braz Lopes.
Notabilizou-se como sambista, principalmente pela parceria com Wilson Moreira.
Ligado às escolas de samba Acadêmicos do Salgueiro (como compositor e membro da Velha-Guarda) e Vila Isabel (como dirigente), hoje mantém com elas ligações puramente afetivas.
Compositor profissional desde 1972, vem, desde os anos 90 esforçando-se pelo rompimento das fronteiras discriminatórias que separam o samba da chamada MPB, em parcerias com músicos como o maestro Moacir Santos, Ivan Lins, Zé Renato, Fátima Guedes, Marco Mattoli (Clube do Balanço) e Ed Motta.
Escritor publicado desde 1981, desde então vem produzindo, além de contos, romances e poesia, uma vasta obra de estudos africanos, de cunho eminentemente pedagógico, centrada em obras de referência como dicionários e uma enciclopédia.

## Carreira
Bacharel em Direito e Ciências Sociais pela Faculdade Nacional de Direito da antiga Universidade do Brasil, atual UFRJ, tem publicada em livro vasta obra toda centrada na temática africana e afro-originada. Entre seus livros publicados contam-se, principalmente os seguintes: A lua triste descamba (romance, Pallas, 2012); Dicionário da hinterlândia carioca (Pallas, 2012); Esta árvore dourada que supomos (romance, Babel Editora, 2011); Dicionário da Antiguidade Africana (Civilização Brasileira, 2011); Enciclopédia Brasileira da Diáspora Africana (Selo Negro, 4ª.ed., 2011); Oiobomé, a Epopéia de Uma Nação (romance, AGIR, 2010); História e Cultura Africana e Afro-brasileira (Barsa-Planeta, Prêmio Jabuti, paradidático, 2009); Mandingas da Mulata Velha na Cidade Nova (romance, Língua Geral, 2009); Vinte contos e uns trocados (Record, 2006); Novo Dicionário Banto do Brasil (Pallas, 2003 [2012]); Partido-alto, samba de bamba (Pallas, 2005).
Atuando também como conferencista, em maio de 2010 apresentou na Academia Brasileira de Letras a conferência “O negro na literatura brasileira: autor e personagem”, publicada no nº.66 (jan – março, 2011) da Revista Brasileira, da ABL; e em setembro de 2011, participou da Bienal do Livro do Rio de Janeiro, na seção “Café Literário” em conversa com o escritor angolano Pepetela, performance essa repetida em 2012, na Tarrafa Literária, em Santos, na companhia do romancista José Eduardo Agualusa, também angolano.
Em 2001, seu Dicionário Banto do Brasil (1ª versão, 1996) subsidiava o repertório de bantuísmos consignados no Dicionário Houaiss da língua portuguesa (Rio, Ed.Objetiva), que acolheu algumas centenas de hipóteses etimológicas levantadas por suas pesquisas e referidas no corpo da obra. No mesmo ano, participava do projeto musical “Ouro Negro”, em homenagem ao ilustre maestro Moacir Santos, escrevendo letras para cinco temas do homenageado, em canções gravadas respectivamente pelos cantores Gilberto Gil (Disco 2, faixa 4. Maracatu, Nação do Amor (April Child)), Milton Nascimento (Disco 1, faixa 4. Coisa Nº 8 – Navegação (Make Mine Blue)), Djavan (Disco 1, faixa 8. Sou Eu (Luanne), João Bosco (Disco 2, faixa 8. Oduduá (What’s My Name)) e Ed Motta (Disco 1, faixa 13. Orfeu (Quiet Carnival)). Em 2005, seu CD “Partido ao cubo” (Fina Flor), produzido por Ruy Quaresma, era eleito o melhor disco de samba no Prêmio da Musica Brasileira. Nesse mesmo ano, a carioca Pallas Editora publicava o livro O samba do Irajá e de outros subúrbios: um estudo da obra de Nei Lopes, resultado de tese de mestrado defendida pelo antropólogo Cosme Elias na UERJ; e em 2009, a paulistana Selo Negro inaugurava a coleção Retratos do Brasil Negro, com a publicação da biografia de Nei Lopes, escrita pelo jornalista Oswaldo Faustino.
No inicio de 2012, Nei gravava, para a posteridade, depoimento sobre sua trajetória no Museu da Imagem e do Som, MIS-RJ; e, em novembro recebia da Universidade Federal Rural do Rio de Janeiro o título de doutor honoris causa. Antes disso, por seu trabalho como intelectual e artista, em 1998 Nei Lopes foi agraciado com a Medalha Pedro Ernesto, conferida pela Câmara Municipal do Rio de Janeiro; em novembro de 2005 recebia, do Governo Brasileiro, a Ordem do Mérito Cultural, no grau de comendador; em junho de 2006 era focalizado pela Revista O Globo (nº.100, 25.06.06) na reportagem “100 brasileiros geniais”; e em 24 de janeiro de 2007 tinha artística foto sua publicada na seção “Retratos Capitais” da revista Carta Capital, com a seguinte legenda: “Em música e nas letras, a voz do samba e da consciência negra”. Em novembro de 2007, Nei Lopes era agraciado com a Medalha Tiradentes, outorgada pela Assembléia Legislativa do Estado do Rio de Janeiro; e em 2009 era eleito “Homem de Idéias” do ano, pelo suplemento Idéias, do Jornal do Brasil. Além dessas, Nei tem em seu currículo homenagens prestadas pelas Câmaras municipais de Niterói, RJ; Seropédica, RJ; e Belo Horizonte, MG.
Em 2012, recebia o título de doutor honoris-causa concedido pela congregação da Universidade Federal Rural do Rio de Janeiro e a medalha da Ordem de Rio Branco, do Ministério das Relações Exteriores; Em 2014, publicou também o livro “Contos e crônicas” (Ed. Objetiva, coleção “Para ler na escola” –  composta por livros de Carlos Heitor Cony, Ignácio de Loyola Brandão, João Cabral, João Ubaldo, Joel Rufino, Heloísa Seixas, Moacyr Scliar, Ruy Castro, entre outros); e no ano seguinte lançou o romance Rio Negro 50 (Ed. Record). Em 2016 veio à luz o “Dicionário da História Social do Samba” (Ed. Civilização Brasileira), em coautoria com Luiz Antonio Simas, ganhador do Prêmio Jabuti,   na categoria não-ficção e eleito o “livro do ano” nessa categoria.  Nesse mesmo ano, por sua literatura, mereceu o “Prêmio Faz Diferença- prosa” do jornal O Globo. Ganhou também, referente à temporada teatral do ano anterior,  o Prêmio Shell de Teatro,  o Troféu Bibi Ferreira, e o Prêmio  da Associação de Produtores Teatrais do RJ,  pelo conjunto de canções do musical  “Bilac vê estrelas”, de Heloisa Seixas e Júlia Romeu. No primeiro semestre de 2017, Nei Lopes publicou o “Dicionário de História da África: séculos VII-XVI” (Autêntica Editora), em coautoria com José Rivair de Macedo; e tem pronto para lançamento “Nas águas desta baía há muito tempo – contos da Guanabara” (Ed. Record), a ser lançado em setembro.
Em 2021, seu álbum Nei Lopes, Projeto Coisa Fina e Guga Stroeter no Pagode Black Tie, em parceria com Projeto Coisa Fina e Guga Stroeter, foi indicado ao Grammy Latino de Melhor Álbum de Samba/Pagode.

## Discografia
- 1975 - Tem Gente Bamba Na Roda de Samba (Continental)
- 1981 - A Arte Negra de Wilson Moreira e Nei Lopes (EMI/Odeon)
- 1983 - Negro Mesmo (Lira/Continental)
- 1985 - O Partido Muito Alto de Wilson Moreira e Nei Lopes (EMI/Odeon)
- 1996 - Zumbi 300 Anos - Canto Banto (Saci)
- 1999 - Sincopando o Breque (CPC/Umes)
- 2000 - De Letra & Música (Velas)
- 2003 - Celebração: Nei Lopes 60 Anos (Carioca Discos)
- 2004 - Partido ao Cubo (Fina Flor)
- 2005 - Estava Faltando Você (Nilze Carvalho - Fina Flor) (participação)
- 2009 - Chutando o Balde (Fina Flor)
- 2012 - Baú da Dona Ivone (participação)

## Livros
- A última volta do Rio (2023)
- Academia de Letras (2022)
- Filosofias africanas: uma introdução, com Luiz Antonio Simas (2020)
- Afro-Brasil Reluzente (2019), ISBN  978-85-209-4482-0
- Agora serve o coração (2019), ISBN  978-85-209-2818-9
- O preto que falava iídiche (2018), ISBN 978-85-01-11325-2
- Dicionário da História Social do Samba, com Luiz Antonio Simas (2015), ISBN 9788520012581
- Dicionário da Hinterlândia Carioca (2012), ISBN 978-85-347-0476-2
- Dicionário da Antiguidade Africana (2011), ISBN  978-85-200-1053-2
- Mandingas da mulata velha na cidade nova (2009), ISBN 978-85-60160-46-4
- Historia e Cultura Africana e Afro Brasileira (2008)
- O Racismo explicado aos meus filhos (2007)
- Kitábu, o livro do saber e do espírito negro-africanos (2005, reeditado em 2024), ISBN 85-87864-79-3
- Partido-alto, samba de bamba (2005), ISBN 85-347-0379-5
- Enciclopédia Brasileira da Diáspora Africana (2004) - ISBN 85-87478-21-4
- Sambeabá: o samba que não se aprende na escola (2003), ISBN 85-87220-65-9
- Logunedé: santo menino que velho respeita (2002), ISBN 85-347-0339-6
- Guimbaustrilho e outros mistérios suburbanos (2001)
- Zé Kéti: o samba sem senhor (2000) - ISBN 85-7316-223-6
- Novo Dicionário Banto do Brasil (1999) - ISBN 85-347-0348-5
- 171-Lapa-Irajá: casos e enredos do samba (1999), ISBN 85-87199-03-X
- Incursões sobre a pele: poemas (1996), ISBN 85-86039-02-0
- O negro no Rio de Janeiro e sua tradição musical (1992) - ISBN 85-347-0144-X

## Premiações e honrarias
- Doutor Honoris causa pela Universidade Federal do Rio Grande do Sul (UFRGS).[4]
- Doutor Honoris causa pela Universidade Federal Rural do Rio de Janeiro (UFRRJ).
- Doutor Honoris causa pela Universidade Federal do Rio de Janeiro (UFRJ).[5]
- Doutor Honoris causa pela Universidade do Estado do Rio de Janeiro (UERJ).[6]
- Medalha da Ordem de Rio Branco.